# Sisgau
Der Sisgau war eine Landgrafschaft im Gebiet der heutigen Nordwestschweiz, die vermutlich in karolingischer Zeit eingerichtet wurde und für die territoriale Beherrschung der nördlichen Juratäler bei Basel bis 1585 eine entscheidende Rolle spielte.
Der Sisgau erscheint in einer auf das Jahr 835 datierten Urkunde als pagus sisigaugensis. Wahrscheinlich hängt sein Name mit der Ortschaft Sissach zusammen.
Der Sisgau war wohl wie der Frickgau und der Buchsgau ein Teil des Augstgaus. Begrenzt wurde er im Norden vom Rhein, im Osten vom Möhlinbach und der Ergolz, im Süden von den Jurahöhen und der Lützel und im Westen von der Birs. Diese ursprüngliche Ausdehnung erfuhr besonders im Osten eine Änderung, indem die Grenze vom Möhlin- zum Violenbach verschoben wurde, was mit der Ausdehnung der habsburgischen Herrschaft Rheinfelden (die aus dem Frickgau hervorgegangen war) zusammenhing.
1041 erhielt das Fürstbistum Basel den Sisgau vom römisch-deutschen König Heinrich III. zu eigen. Die Landgrafschaft ging dann als bischöfliches Lehen über Erbgang und Heirat durch die Hände der wichtigen regionalen Adelshäuser, 1048 war Rudolf von Rheinfelden Graf im Sisgau darauf folgten die von Homberg, Habsburg, Frohburg, Thierstein und Falkenstein. Dabei existierten unterhalb der hochgerichtlichen Ebene der Landgrafschaft zahlreiche grössere und kleinere Herrschaften. 1461 erwarb die Stadt Basel die Landgrafschaft von den Freiherren von Falkenstein, die sie 1418 von den Thiersteinern geerbt hatte. Allerdings machte die Nebenlinie Thierstein-Pfeffingen bis 1510 eigene Ansprüche geltend.
Über die mit der Landgrafschaft verbundenen Rechte kam es 1531 beinahe zu einer militärischen Konfrontation zwischen Solothurn und Basel, das das Hochgericht über die Solothurner Gemeinden im Sisgau beanspruchte. Den unblutigen «Galgenkrieg» entschied ein eidgenössisches Schiedsgericht. Die Grenze der Landgrafschaft wurde auf eine Linie verlegt, die heute noch die Kantone Solothurn und Baselland trennt.
Eine letzte wichtige Rolle spielte die Landgrafschaft während der Gegenreformation, als Fürstbischof Jakob Christoph Blarer von Wartensee in den 1580er Jahren die Wiederlösung des Lehens und alter grundherrschaftlicher Pachten von Basel forderte. Basel lief Gefahr, unter die Hoheit des Fürstbistums zu geraten, seine Selbständigkeit zu verlieren und rekatholisiert zu werden. Es konnte infolge seiner lutherischen Ausrichtung auch nicht auf die Hilfe der reformierten Kantone hoffen und  willigte in einen weiteren eidgenössischen Schiedsspruch ein. Dieser «Badener Vertrag» von 1585 bestimmte, dass Basel mit einer Zahlung von 200'000 Gulden in den endgültigen Besitz aller Pachten und der Landgrafschaft gelangte. Um die Kosten dieser hohen Zahlung wieder wettzumachen,  wurde das Weinumgeld auf der Landschaft erhöht. Der Unmut darüber führte zum unblutigen Rappenkrieg von 1591 bis 1594.